# Pier Head

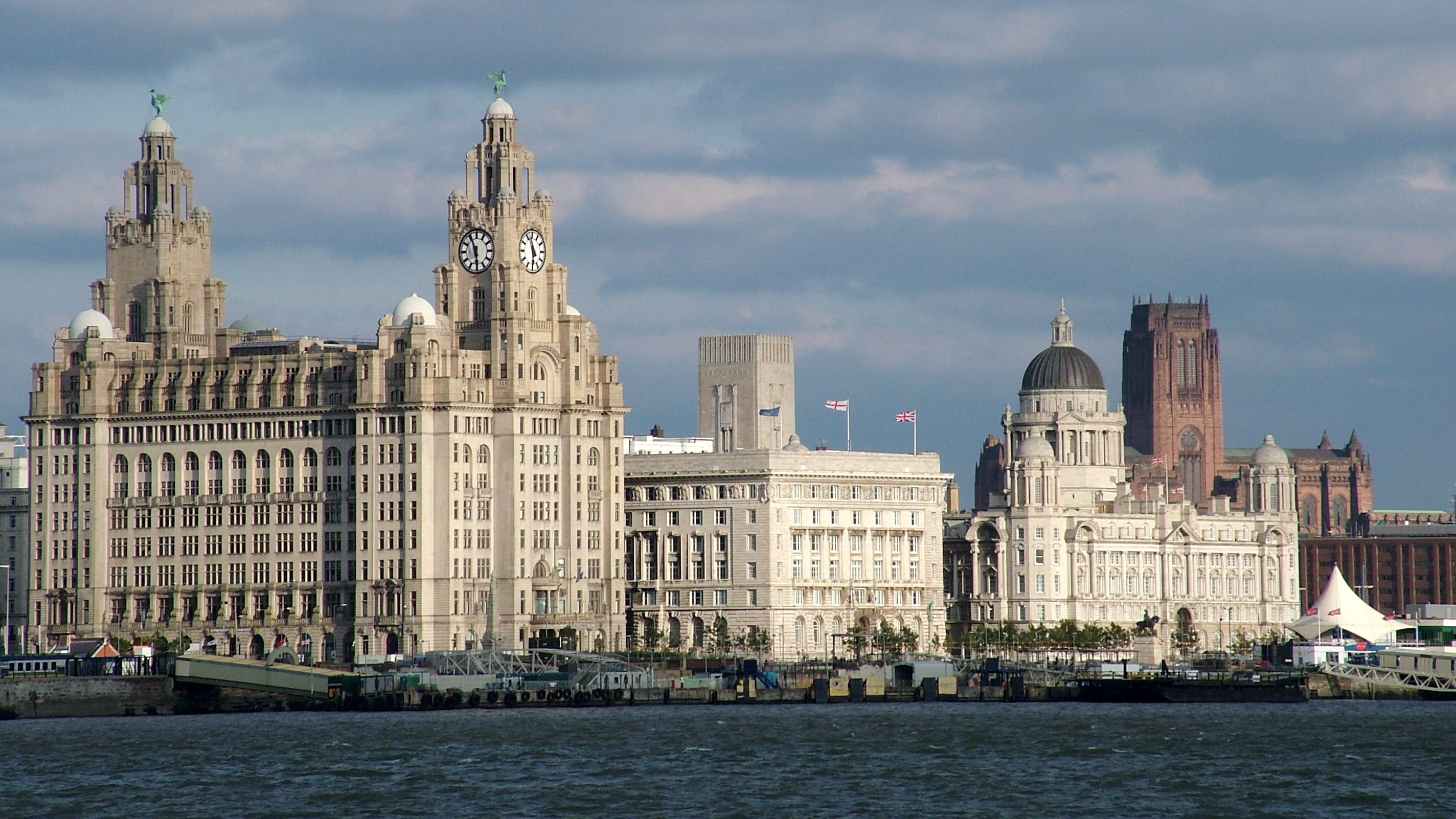
Widok na Pier Head – od lewej do prawej: Royal Liver Building, Cunard Building, Port of Liverpool Building oraz katedra (w tle)

Pier Head – przystań w centrum Liverpoolu, położona nad rzeką Mersey, w której skład wchodzi zespół trzech budynków zwanych The Three Graces, wpisanych w 2004 roku na Listę Światowego Dziedzictwa Kulturowego UNESCO. The Three Graces:
- Royal Liver Building – największy z budynków na Pier Head, zbudowany w latach 1908-1911, zaprojektowany przez Waltera Abreya Thomasa. Posiada dwie wieże zegarowe, z których każda zwieńczona jest figurą mitycznego Liver bird, będącego symbolem miasta. Jest to siedziba Royal Liver Friendly Society.
- Cunard Building – zbudowany w latach 1914-1916. Jest to siedziba zarządu Cunard Line.
- Port of Liverpool Building – zbudowany w latach 1903-1907. Tu niegdyś znajdowała się siedziba Mersey Docks and Harbour Company.